# Nigeria ai Giochi olimpici
La Nigeria ha partecipato per la prima volta ai Giochi olimpici nel 1952.
Gli atleti nigeriani hanno vinto 26 medaglie ai Giochi olimpici estivi, mentre non hanno mai vinto ai Giochi olimpici invernali.
Il Comitato Olimpico Nigeriano venne creato e riconosciuto dal CIO nel 1951.

## Medaglieri

### Medaglie ai Giochi olimpici estivi
| Giochi                 | Oro              | Argento          | Bronzo           | Totale           |
| ---------------------- | ---------------- | ---------------- | ---------------- | ---------------- |
| 1952 Helsinki          | 0                | 0                | 0                | 0                |
| 1956 Melbourne         | 0                | 0                | 0                | 0                |
| 1960 Roma              | 0                | 0                | 0                | 0                |
| 1964 Tokyo             | 0                | 0                | 1                | 1                |
| 1968 Città del Messico | 0                | 0                | 0                | 0                |
| 1972 Monaco            | 0                | 0                | 1                | 1                |
| 1976 Montreal          | non partecipante | non partecipante | non partecipante | non partecipante |
| 1980 Mosca             | 0                | 0                | 0                | 0                |
| 1984 Los Angeles       | 0                | 1                | 1                | 2                |
| 1988 Seoul             | 0                | 0                | 0                | 0                |
| 1992 Barcellona        | 0                | 3                | 1                | 4                |
| 1996 Atlanta           | 2                | 1                | 3                | 6                |
| 2000 Sydney            | 0                | 3                | 0                | 3                |
| 2004 Atene             | 0                | 0                | 2                | 2                |
| 2008 Pechino           | 0                | 1                | 3                | 4                |
| 2012 Londra            | 0                | 0                | 0                | 0                |
| 2016 Rio de Janeiro    | 0                | 0                | 1                | 1                |
| 2020 Tokyo             | 0                | 1                | 1                | 2                |
| 2024 Parigi            | 0                | 0                | 0                | 0                |
| Totale                 | 2                | 11               | 13               | 27               |

### Medaglie ai Giochi olimpici invernali
| Giochi           | Oro | Argento | Bronzo | Totale |
| ---------------- | --- | ------- | ------ | ------ |
| 2018 PyeongChang | 0   | 0       | 0      | 0      |
| 2022 Pechino     | 0   | 0       | 0      | 0      |
| Totale           | 0   | 0       | 0      | 0      |

### Medagliati
| Medaglia | Atleta | Edizione            | Sport             | Evento                       |
| -------- | --- | ------------------- | ----------------- | ---------------------------- |
| Oro      | Chioma Ajunwa | Atlanta 1996        | Atletica leggera  | Salto in lungo donne         |
| Oro      | Daniel Amokachi, Emmanuel Amuneke, Tijjani Babangida, Celestine Babayaro, Emmanuel Babayaro, Teslim Fatusi, Victor Ikpeba, Dosu Joseph, Nwankwo Kanu, Garba Lawal, Abiodun Obafemi, Kingsley Obiekwu, Uche Okechukwu, Jay-Jay Okocha, Sunday Oliseh, Mobi Oparaku, Wilson Oruma, Taribo West              | Atlanta 1996        | Calcio            | Torneo maschile              |
| Argento  | Peter Konyegwachie | Los Angeles 1984    | Pugilato          | Pesi Piuma                   |
| Argento  | David Izonritei | Barcellona 1992     | Pugilato          | Pesi Massimi                 |
| Argento  | Olapade Adeniken, Davidson Ezinwa, Chidi Imoh, Oluyemi Kayode, Osmond Ezinwa | Barcellona 1992     | Atletica leggera  | Staffetta 4x100m uomini      |
| Argento  | Richard Igbineghu | Barcellona 1992     | Pugilato          | Pesi Super-massimi           |
| Argento  | Olabisi Afolabi, Fatima Yusuf, Charity Opara, Falilat Ogunkoya | Atlanta 1996        | Atletica leggera  | 4x400m staffetta donne       |
| Argento  | Glory Alozie | Sydney 2000         | Atletica leggera  | 100m ostacoli donne          |
| Argento  | Nduka Awazie, Fidelis Gadzama, Clement Chukwu, Jude Monye, Sunday Bada, Enefiok Udo-Obong | Sydney 2000         | Atletica leggera  | 4x400m uomini                |
| Argento  | Ruth Ogbeifo | Sydney 2000         | Sollevamento pesi | 75 kg donne                  |
| Argento  | Olubayo Adefemi, Dele Adeleye, Oluwafemi Ajilore, Efe Ambrose, Victor Anichebe, Onyekachi Apam, Emmanuel Ekpo, Ikechukwu Ezenwa, Promise Isaac, Monday James, Sani Kaita, Chinedu Obasi, \|Victor Nsofor Obinna, Peter Odemwingie, Chibuzor Okonkwo, Solomon Okoronkwo, Oladapo Olufemi, Ambruse Vanzekin | Pechino 2008        | Calcio            | Torneo maschile              |
| Argento  | Blessing Oborududu | Tokyo 2020          | Lotta             | Lotta libera 68 kg femminile |
| Bronzo   | Nojim Maiyegun | Tokyo 1964          | Pugilato          | Pesi Medio-leggeri uomini    |
| Bronzo   | Isaac Ikhouria | Monaco 1972         | Pugilato          | Pesi Massimi Leggeri uomini  |
| Bronzo   | Sunday Uti, Moses Ugbusien, Rotimi Peters, Innocent Egbunike | Los Angeles 1984    | Atletica leggera  | Staffetta 4x400m uomini      |
| Bronzo   | Beatrice Utondu, Christy Opara-Thompson, Mary Onyali, Faith Idehen | Barcellona 1992     | Atletica leggera  | Staffetta 4x100m donne       |
| Bronzo   | Mary Onyali | Atlanta 1996        | Atletica leggera  | 200m donne                   |
| Bronzo   | Falilat Ogunkoya | Atlanta 1996        | Atletica leggera  | 400m donne                   |
| Bronzo   | Duncan Dokiwari | Atlanta 1996        | Pugilato          | Pesi Super Massimi maschile  |
| Bronzo   | Olusoji Fasuba, Uchenna Emedolu, Aaron Egbele, Deji Aliu | Atene 2004          | Atletica leggera  | Staffetta 4x100m uomini      |
| Bronzo   | James Godday, Musa Audu, Saul Weigopwa, Enefiok Udo-Obong | Atene 2004          | Atletica leggera  | Staffetta 4x400m uomini      |
| Bronzo   | Chika Chukwumerije | Pechino 2008        | Taekwondo         | +80 kg uomini                |
| Bronzo   | Blessing Okagbare | Pechino 2008        | Atletica leggera  | Salto in lungo donne         |
| Bronzo   | Franca Idoko, Gloria Kemasuode, Halimat Ismaila, Oludamola Osayomi, Agnes Osazuwa | Pechino 2008        | Atletica leggera  | 4x100m donne                 |
| Bronzo   | Daniel Akpeyi, Muenfuh Sincere, Kingsley Madu, Shehu Abdullahi, Saturday Erimuya, William Troost-Ekong, Aminu Umar, Oghenekaro Etebo, Imoh Ezekiel, John Obi Mikel, Junior Ajayi, Popoola Saliu, Umar Sadiq, Azubuike Okechukwu, Ndifreke Udo, Stanley Amuzie, Usman Mohammed, Emmanuel Daniel            | Rio de Janeiro 2016 | Calcio            | Torneo maschile              |
| Bronzo   | Ese Brume | Tokyo 2020          | Atletica leggera  | Salto in lungo femminile     |

### Medaglie per disciplina

#### Olimpiadi estive
| Sport             | Oro | Argento | Bronzo | Totale |
| ----------------- | --- | ------- | ------ | ------ |
| Atletica leggera  | 2   | 5       | 7      | 14     |
| Calcio            | 1   | 1       | 1      | 3      |
| Pugilato          | 0   | 3       | 3      | 6      |
| Lotta             | 0   | 1       | 0      | 1      |
| Sollevamento pesi | 0   | 1       | 0      | 1      |
| Taekwondo         | 0   | 0       | 1      | 1      |
| Totale            | 3   | 11      | 13     | 27     |